# 放送100年プロジェクト

メインロゴ

放送100年プロジェクト（ほうそうひゃくねんプロジェクト）は、日本放送協会（NHK）が2022年から展開しているキャンペーン活動。キャッチコピーは、「ひとりを思う、みんなのメディアへ。」。

## 概要
2025年、ラジオ放送開始から100年の節目を迎えることを受け、様々なプロジェクトが展開される。同年3月22日（放送記念日）の前後には、特集番組が集中的に編成されるほか、様々な番組・イベントが実施される予定。
放送100年関連番組テーマソングとして、サザンオールスターズ「神様からの贈り物」が採用されている。

## ラジオ100年プロジェクト
プロジェクトに先がけ、2022年より「ラジオ100年プロジェクト」が始動。

### 放送番組（ラジオ100年プロジェクト）

#### 2024年以前（ラジオ100年プロジェクト）
- 発掘!ラジオアーカイブス（2019年4月27日 - 2023年2月26日、ラジオ第1）
- ラジオ100年プロジェクト キクコトノミライ（2021年3月22日 - 、ラジオ第1）
- アナウンサー百年百話（2022年4月6日 - 、ラジオ第2）
- ラジオ100年プロジェクト 100人インタビュー（2022年4月29日 - 、ラジオ第1）
- 伊集院光の百年ラヂオ（2023年4月9日 - 、FM）
- ラジオ100年プロジェクト ラジオ100年まであと1年（2024年3月16日 - 20日、FM）

#### 2025年（ラジオ100年プロジェクト）
- ラジオで始まる2025 あけましてラジオ100年おめでとう!（1月1日、ラジオ第1）[5]
- ハッキヨイ!もっと大相撲（1月4日、ラジオ第1）
- 聴く大河〜“べらぼう”に楽しむ〜（1月11日、ラジオ第1）[6]
- ラジオ深夜便×オールナイトニッポン MUSIC10 コラボ放送（2月3日 - 6日、ラジオ第1）[7]
- ふんわり（ラジオ第1）
  - ゲスト：吉田照美（2月5日）
  - 「木村家のリビング・ラジオ100年スペシャル」（2月25日）
  - 9時台「ラジオ100年対談」（3月13日）
- 放送100年 じっくり語ろう日本の未来（2月11日、ラジオ第1）[8]
- ラジオテキストが教えてくれる戦前の日本（2月11日、ラジオ第1）[9]
- 音とラジオと、人。（2月11日、ラジオ第1）[10]
- てくてく（2月22日、ラジオ第1）[11]
- わたしたち、年の差90歳〜100歳×10代 ホンキの対話〜（3月9日、ラジオ第1）[12]
- 文芸選評（3月15日、ラジオ第1）
- ひるのいこい（3月15日、ラジオ第1）
- 国語辞典サーフィン（3月15日、ラジオ第1）
- 北海道のなにか「日本のラジオ100年を北海道で祝う100分」（3月15日、ラジオ第1）
- 欽のラジオ（3月15日、ラジオ第1）[13]
- ラジオ100年記念ドラマ イモヅル（3月16日、ラジオ第1）[14]
- 佐藤二朗とオヤジの時間 ラジオ100年記念公開収録特番（3月18日、ラジオ第1）
- 特別番組 TOKYO FM開局55年×NHK放送100年記念 ひとりを思う、みんなのLIFE TIME AUDIO（3月20日、ラジオ第1）[15]
- 100歳になっちゃいます ラジオ英語講座（3月20日・21日、ラジオ第2）[16]
- 放送100年企画 森本毅郎41年ぶりのNHK（3月21日、ラジオ第1）[17]
- 高橋源一郎の飛ぶ教室（3月21日、ラジオ第1）
- ウィークエンドサンシャイン（3月22日、FM）
- ラジオ100年 音楽とともに（3月22日、FM）[18]
- 放送100年記念特番 いつだって、ラジオ!（3月22日、ラジオ第1）
- 特集オーディオドラマ『1975年に生まれて』（3月22日、FM）
- 放送100年記念特番 さだまさしとラジオ（3月22日、ラジオ第1）[19]
- ジャズ・トゥナイト（3月22日、FM）
- 眠れない貴女へ（3月23日、FM）
- 又吉・児玉・向井のあとは寝るだけの時間（3月24日、ラジオ第1）
- 浪曲十八番（FM）
  - 放送100年 NHKアーカイブスに残る名演集!（3月24日）
  - 放送100年SP延長戦 蔵出し!二代目玉川勝太郎（3月31日）

## 放送100年企画
「放送100年企画」として、以下の番組が放送される。

### 放送番組（放送100年企画）

#### 2025年（放送100年企画）
- 大河ドラマ『べらぼう〜蔦重栄華乃夢噺〜』（1月5日 - 、総合・BS・BSP4K）
- NHKスペシャル（総合）
  - 「新ジャポニズム」
    - 第1集 マンガ・アニメ（1月5日）
    - 第2集 音楽（3月16日）
    - 第3集 日本食（3月23日）
    - 第4集 デザイン（3月30日）

  - 「未完のバトン」（3月22日）
- 浮世絵ミステリー（BSP4K・BS）
  - 「べらぼう」コラボ 歌麿と蔦屋重三郎“革命”と“抵抗”の謎（1月25日）
- トットちゃんの宝物（3月15日、BS）
- 音でおとぎ話〜世界を彩る魔法の効果音〜（3月17日、総合）[20]
- 歴史探偵スペシャル（総合）
  - べらぼうコラボ よみがえる大江戸（3月19日）[20]
  - 後藤新平の大風呂敷（3月26日）[20]
- 特集番組「サザンオールスターズスペシャル〜テレビからの贈り物〜」（3月21日、総合）[20]
- 放送100年 時代を超えて 3世代が選ぶあの番組（3月22日、総合）[20]
- メディアが"私たち"をつくってきた!? 〜ラジオ・テレビ・インターネットの100年〜（3月23日、総合）[20]
- 放送100年 小さな旅（3月23日、総合）[20]
- 映像の世紀 バタフライエフェクト「映像の世紀×AI ヒトラーの隠された素顔に迫る」（3月24日、総合）[20]
- クローズアップ現代 放送100年SP テレビが伝えた“あの日”と未来（3月24日、総合）
- 放送100年 スポーツ名場面 歴史を彩ったヒーロー・ヒロインたち（3月26日、総合）[20]
- ずっと親子のそばで 〜子育て番組の65年〜（3月26日、Eテレ）
- 放送100年×元気100倍 それいけ!朝ドラ名場面スペシャル（3月27日、総合）[20]
- チコちゃんに叱られる!放送100年関連拡大版SP（3月28日、総合）[20]
- 100カメ×大河ドラマ『べらぼう〜蔦重栄華乃夢噺〜』（3月28日、総合）[20]
- 時をかけるテレビ特別編 復活!幻のアニメ マルコ・ポーロの冒険（3月28日、総合）[20]
- 新プロジェクトX「放送100年スペシャル 未来を切り開く挑戦者たち」（3月29日、総合）[20]
- 鉄腕アトム 宇宙の勇者（3月30日、総合）[20]
- The Wakey Show 〜ザ・ウェイキー・ショウ（3月31日 - 、Eテレ）
- ハートネットTV 放送100年プロジェクト「福祉をつなぐ」介護保険25年目の岐路（Eテレ）
  - 第1夜（4月21日）
  - 第2夜（4月22日）

## みんなのベスト紅白
「放送100年企画」の1つとして、これまでに放送された『NHK紅白歌合戦』の中から、視聴者の心に残る「ベスト紅白」を募集するキャンペーン『みんなのベスト紅白』が実施される。
2024年11月20日より、『NHK紅白歌合戦』の公式サイトで「ベスト紅白」の募集が行われている。また、同年12月26日から30日までは、SHIBUYA109渋谷店に開設される「紅白最新情報スポット」の特設ボードでも「ベスト紅白」の募集が行われた。

### 放送番組（みんなのベスト紅白）
特集番組『あなたが選ぶ!みんなのベスト紅白』が制作され、2024年11月26日に第1弾『キックオフスペシャル!』が、2025年1月3日に第2弾『生放送!お正月スペシャル』が放送され、2025年3月25日に第3弾『放送100年スペシャル』が放送された。
| 回 | 放送日         | タイトル                                              | MC                                  | 出演者・ゲスト                                                              |
| -- | -------------- | ----------------------------------------------------- | ----------------------------------- | --------------------------------------------------------------------------- |
| 1  | 2024年11月26日 | あなたが選ぶ!みんなのベスト紅白 キックオフスペシャル! | 内村光良 大泉洋 上白石萌音 桑子真帆 | 有吉弘行                                                                    |
| 2  | 2025年1月3日   | みんなのベスト紅白 生放送!お正月スペシャル            | 大泉洋 上白石萌音 桑子真帆          | 有吉弘行 橋本環奈                                                           |
| 3  | 2025年3月25日  | あなたが選ぶ!みんなのベスト紅白 放送100年スペシャル!  | 内村光良 大泉洋 上白石萌音 桑子真帆 | AI 郷ひろみ ゴールデンボンバー 乃木坂46 氷川きよし 布施明 北島三郎 二宮和也 |

また、過去の紅白の映像がビデオレストア技術によって4Kと同等のクオリティに復元された。
| 回 | 放送日         | タイトル                                                |
| -- | -------------- | ------------------------------------------------------- |
| 1  | 2024年12月14日 | 懐かしの「NHK紅白歌合戦〜第22回」（リマスター版・前編） |
| 1  | 2024年12月15日 | 懐かしの「NHK紅白歌合戦〜第22回」（リマスター版・後編） |
| 2  | 2025年2月11日  | 懐かしの「NHK紅白歌合戦〜第20回」（リマスター版）       |
| 3  | 2025年3月8日   | 懐かしの「NHK紅白歌合戦〜第14回」（リマスター版）       |

出典：

### あなたが選ぶ!みんなのベスト紅白 放送100年スペシャル!
『みんなのベスト紅白』特番の第3弾『あなたが選ぶ!みんなのベスト紅白 放送100年スペシャル!』では、視聴者から寄せられた「ベスト紅白」の名場面とエピソードが紹介されたほか、以下の歌手が歌唱した。また、過去に51回出場した北島三郎と、12回出場し司会も務めた二宮和也（嵐）がゲストとして出演。
| 曲順 | 歌手名             | 曲目                                 |
| ---- | ------------------ | ------------------------------------ |
| 1    | 郷ひろみ           | 2億4千万の瞳-エキゾチック・ジャパン- |
| 2    | 氷川きよし         | 大井追っかけ音次郎                   |
| 3    | AI×上白石萌音      | アルデバラン                         |
| 4    | 乃木坂46           | シンクロニシティ                     |
| 5    | ゴールデンボンバー | 女々しくて                           |
| 6    | 布施明             | マイ・ウェイ                         |

## 宇宙・未来プロジェクト
「放送100年企画」の締めくくりとして、宇宙・未来をテーマとして掲げ、「これからの100年」を考える『宇宙・未来プロジェクト』が実施される。

### 放送番組（宇宙・未来プロジェクト）
- クローズアップ現代 「挑戦を続ける」宇宙で稼げ!日本企業（7月2日、総合）
- 3か月でマスターするアインシュタイン（7月2日 - 、Eテレ）
- 大切なことは火星がおしえてくれた（7月19日、Eテレ）
- 子ども科学電話相談『深宇宙展』スペシャル!（8月4日、ラジオ第1）
- 野口聡一・劇団ひとりの 2030月面テレビ（8月、総合）
- 夜ドラ『いつか、無重力の宙（そら）で』（9月8日 - 、総合）
- 放送100年特集ドラマ『火星の女王』（12月、総合）
- NHKスペシャル「ヒューマンエイジ」（12月、総合）
- ミドリ・デイルのアルトコロニーラジオ（12月、ラジオ第1）

## イベント
ラジオ放送開始から100年を迎える2025年、以下のイベントが開催される。
- 超体験NHKフェス
  - 開催期間：3月1日 - 23日
  - 会場：渋谷キャスト スペース・ガーデン、渋谷区立宮下公園、NHKホール、SHIBUYA109渋谷店 店頭イベントスペース、渋谷モディ、渋谷区立北谷公園
- 新ジャポニズム「すみずみまで見る 日本の文化財展〜蔦重の浮世絵・はにわ・土偶・中尊寺金色堂〜」
  - 開催期間：3月4日 - 30日
  - 会場：NHK放送博物館
- イマーシブシアター 新ジャポニズム〜縄文から浮世絵 そしてアニメへ〜
  - 開催期間：3月25日 - 8月3日
  - 会場：東京国立博物館 本館特別5室
- 特別展「蔦屋重三郎 コンテンツビジネスの風雲児」
  - 開催期間：4月22日 - 6月15日
  - 会場：東京国立博物館 平成館